# سونا مک‌دانلد
سونا مک‌دانلد (انگلیسی: Sona MacDonald؛ زادهٔ ۱۱ مهٔ ۱۹۶۱) بازیگر و خوانندهٔ اتریشی-آمریکایی است.
از فیلم‌ها یا برنامه‌های تلویزیونی که وی در آن نقش داشته‌است می‌توان به دهه پنجاه وحشی و پزشک زنان دکتر مارکوس مرتین اشاره کرد.